# Muralhas de Visby
As Muralhas de Visby (em sueco Visby ringmur) são um muro militar defensivo medieval de 3,6 km de extensão que circunda a parte central da cidade de Visby, situada na ilha sueca da Gotlândia, no Mar Báltico.
A muralha foi construída nos séculos XII e XII, originalmente para defender o porto e mais tarde para defender a cidade contra o resto da ilha.

Tem 11 m de altura, 3,6 km de extensão e 27 grandes torres.

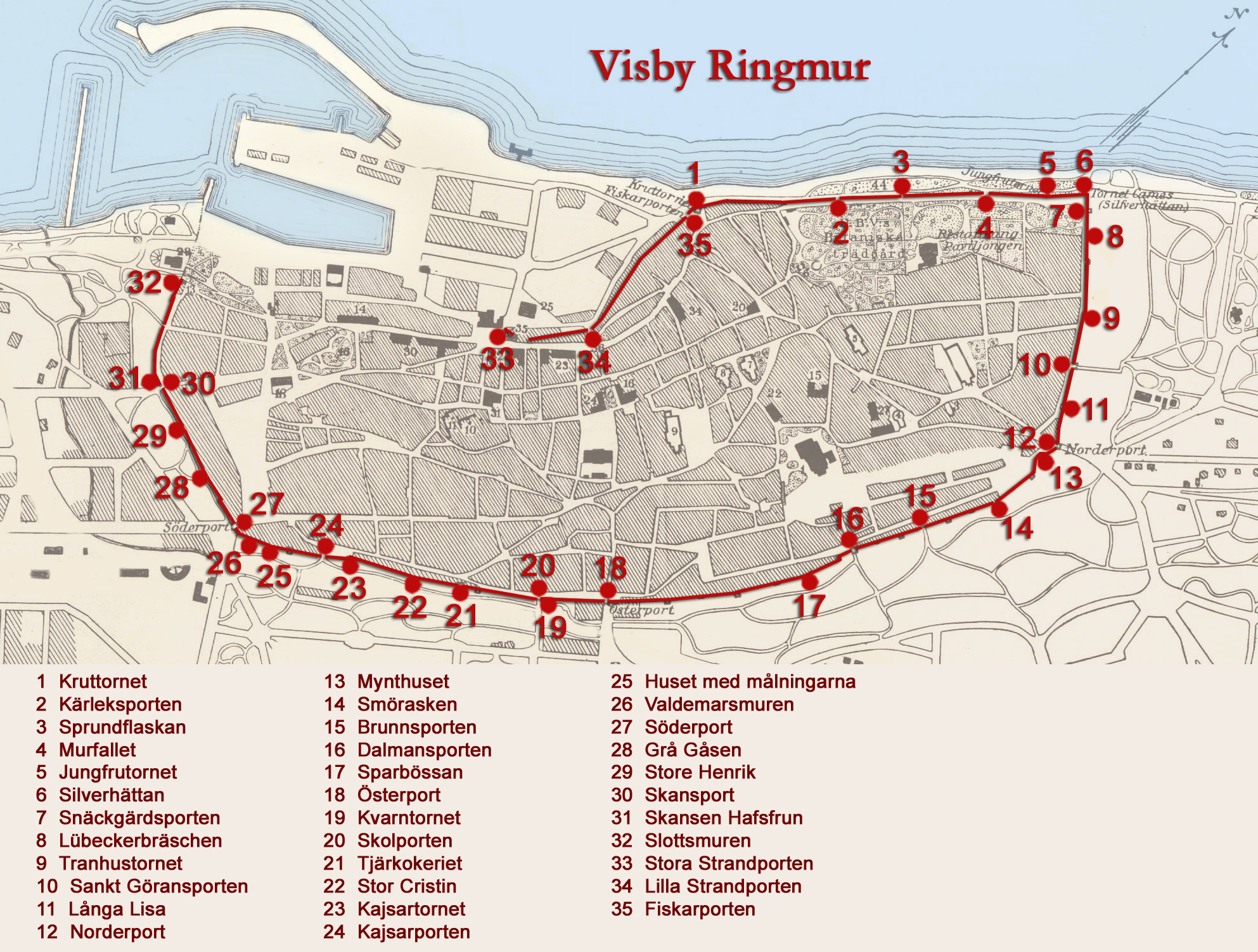
Muralhas de Visby.